# Tina Bay
Tina Bay (ur. 30 maja 1973 w Odda) – norweska biegaczka narciarska, zawodniczka klubu Korlevoll IL.

## Kariera
Po raz pierwszy na arenie międzynarodowej Tina Bay pojawiła się 20 listopada 1994 roku podczas zawodów FIS Race w Geilo, gdzie zajęła 17. miejsce w biegu na 10 km techniką dowolną. W Pucharze Świata zadebiutowała 11 lutego 1995 roku w Oslo, zajmując 36. miejsce w biegu na 30 km stylem klasycznym. Pierwsze pucharowe punkty wywalczyła jednak dopiero rok później 24 lutego 1996 roku w Trondheim, zajmując 17. miejsce w biegu na 5 km klasykiem. W klasyfikacji generalnej sezonu 1995/1996 zajęła ostatecznie 49. miejsce. Najlepsze wyniki w Pucharze Świata osiągnęła w sezonie 1998/1999, który ukończyła na 26. pozycji. Nigdy nie stała na podium indywidualnych zawodów pucharowych, ale 16 grudnia 2001 roku w Davos wspólnie z koleżankami zwyciężyła w sztafecie.
Pierwszą dużą imprezą w jej karierze były Mistrzostwa Świata w Ramsau w 1999 roku, gdzie była dwunasta w na dystansie 30 km stylem klasycznym. Dwa lata później, podczas Mistrzostw Świata w Lahti uplasowała się na jedenastej pozycji w biegu na 10 km techniką klasyczną. Na tym samym dystansie zajęła 25. miejsce na Igrzyskach Olimpijskich w Salt Lake City w 2002 r. Ponadto w Salt Lake City rywalizację w biegu łączonym na 10 km ukończyła na 26. miejscu.

## Osiągnięcia

### Igrzyska olimpijskie
| Miejsce | Dzień     | Rok  | Miejscowość    | Konkurencja             | Czas biegu | Strata  | Zwycięzca    |
| ------- | --------- | ---- | -------------- | ----------------------- | ---------- | ------- | ------------ |
| 25.     | 12 lutego | 2002 | Salt Lake City | 10 km stylem klasycznym | 28:05,6    | +2:09,7 | Bente Skari  |
| 26.     | 15 lutego | 2002 | Salt Lake City | 10 km łączony           | 25:09,9    | +1:02,8 | Beckie Scott |

### Mistrzostwa Świata
| Miejsce | Dzień     | Rok  | Miejscowość | Konkurencja             | Czas biegu | Strata  | Zwycięzca         |
| ------- | --------- | ---- | ----------- | ----------------------- | ---------- | ------- | ----------------- |
| 22.     | 19 lutego | 1999 | Ramsau      | 15 km stylem dowolnym   | 38:49,0    | +3:38,3 | Stefania Belmondo |
| 12.     | 27 lutego | 1999 | Ramsau      | 30 km stylem klasycznym | 1:29:19,9  | +4:21,7 | Łarisa Łazutina   |
| 21.     | 18 lutego | 2001 | Lahti       | 10 km łączony           | 28:06,1    | +1:57,4 | Virpi Kuitunen    |
| 11.     | 20 lutego | 2001 | Lahti       | 10 km stylem klasycznym | 29:13,5    | +1:36,6 | Bente Skari       |

### Puchar Świata

#### Miejsca w klasyfikacji generalnej
- sezon 1995/1996: 49.
- sezon 1997/1998: 42.
- sezon 1998/1999: 26.
- sezon 1999/2000: 33.
- sezon 2000/2001: 54.
- sezon 2001/2002: 27.
- sezon 2002/2003: 50.

#### Miejsca na podium w zawodach chronologicznie
Bay nie stała na podium indywidualnych zawodów Pucharu Świata.